# Dalma
|  | Per a altres significats, vegeu «Dalma (desambiguació)». |

L'illa de Dalma (àrab: جزيرة دلما, jazīrat Dalmā) és una illa de l'Emirat d'Abu Dhabi, a la costa de la part occidental del país, a uns 80 km de la península de Qatar, part dels Emirats Àrabs Units. L'illa té 9 km de nord a sud i 5 km d'est a oest. La seva altura màxima és de 98 metres.
És una illa arenosa amb una població d'unes set mil persones. L'existència de fonts prop de la ciutat de Dalma, al sud, feren possible que fos permanentment habitada. L'illa té 20 jaciments arqueològics identificats.
Fou un centre d'aprovisionament d'aigua i important lloc de la pesca de perles. És possible que el seu nom derivi de Dal Maa que vol dir "odre d'aigua" amb àrab, ja que els vaixells s'acostaven a l'illa i demanaven un odre d'aigua. Actualment la punta sud s'ha perllongat uns 7 km amb un moll artificial que l'uneix amb els illots Dalat Dalma al-Janubiyah i Dalat Masum.
L'illa té restes d'haver estat habitada des de fa uns set mil anys i és el lloc més antic poblat de tot l'emirat. S'ha excavat un jaciment amb restes del comerç amb la civilització d'Ubaid de Mesopotàmia. Actualment l'activitat principal és la pesca però s'han creat nombroses granges, algunes de la família reial de l'emirat. A la costa viuen els falcons de l'espècie falco concolor, i a les àrees agrícoles s'hi acullen nombrosos ocells migradors.
A uns 6 km a l'est hi ha el pou petroler marítim de Hayr Dalma i entre el pou i l'illa les roques de Baker. Al sud-oest de Dalma hi ha les roques del Cavaller.